# Escut i bandera de la Llosa de Ranes
L'escut i la bandera de la Llosa de Ranes són els símbols representatius del municipi de la Llosa de Ranes, a la Costera, País Valencià.

## Escut heràldic
L'escut oficial de la Llosa de Ranes té el següent blasonament:
| « | Escut quadrilong de punta redona, mig partit i truncat. Al primer quarter, en camp d'or, quatre pals de gules. Al segon quarter, d'argent, una ala de gules. Al tercer quarter, d'atzur, una alqueria o poblat d'or, maçonada i aclarida de sable, sobre ones d'argent i d'atzur. Per timbre, una corona reial oberta. | » |

## Bandera de la Llosa de Ranes
La bandera oficial de la Llosa de Ranes té la següent descripció:
| « | Bandera de proporcions 2:3. Partida per meitat horitzontal. Al centre de la part superior de gules, una alqueria d'or, maçonada i aclarida de sable acostada de dos escudetes medievals, truncats: en el primer quarter: d'or quatre pals de gules, en el segon d'argent, un ala de gules. En la part inferior, de blanc ones d'atzur o blau. | » |

## Història

Escut de la Llosa de Ranes entre 1974 i 2002.

L'escut va ser aprovat per Resolució del 19 de desembre de 2001, del conseller de Justícia i Administracions Públiques, publicada en el DOGV núm. 4.182, de 4 de febrer de 2002.
A la part superior de l'escut apareixen les armes dels Sanç, antics senyors del poble. A sota, una representació de la situació topogràfica de la localitat, vora la séquia de Ranes, a la Costera de Ranes.
L'adopció de la bandera va ser aprovada primerament pel plenari municipal el 27 de setembre de 2002. A l'any següent va ser aprovada definitivament per Resolució de la Conselleria de Justícia i Administracions Públiques de 25 d'abril de 2003, publicada en el DOGV núm. 4.521, de 13 de juny de 2003.
Anteriorment, entre 1974 i 2002, el municipi va tindre un altre escut oficial, amb el següent blassonament:
| « | Escut truncat i mig partit. Primer, d'atzur, una vila d'or, maçonada i aclarida de sable. Segon, d'or, els quatre pals de gules. Tercer, les armories del cognom Pròxita, que són: de gules, un castell, d'argent, sobre ones d'argent i atzur. Al timbre corona reial. | » |